# Йозеф Добровски
Йозеф Добровски е чешки филолог, основоположник на славистиката като наука, един от основоположниците на Чешкото национално възраждане. Член-кореспондент на Санктпетербургската академия на науките и на Пруската академия на науките. Йезуит.
Следва Философия и Богословие в Карловия университет. Изучава задълбочено арабски език, арамейски и староеврейски език.
Йозеф Добровски оставя изключително по обем научно творчество. Всестранно подготвен филолог, той познава много добре общата история на славянството. Работи в областта на бохемистиката, изследва славянските езици, славянските азбуки, разделението на славянските езици, старобългарския език.
Йозеф Добровски издава ранни славянски текстове и първи в славистиката прилага сравнителния метод в своите изследвания. Той предлага и отстоява идеята си за създаване на една обща наука, която да изучава езика, историята и литературата на славянските народи, а именно славянска филология, като в основата на тази комплексна наука той поставя старобългарския език, наричан от него lingua slavica. В този смисъл той е основополжник на кирилометодиевистиката.
През 1792 г. Йозеф Добровски критикува Август Шльоцер, че отделя българския език от славяносръбския.

## Отбелязвания
В годината на навършването на век от кончината на Йозеф Добровски, през 1929 година излиза на немски език „История на българския език“ от академик Стефан Младенов. С този Magnum opus талантливият българист добива световна известност.